# Стадион имени Сэма Нуйомы
Стадион имени Сэма Нуйомы (англ. Sam Nujoma Soccer Stadium, ранее Independence Stadium) — стадион для игры в софтбол, построенный в 2005 году в Виндхуке, Намибия. Вместимость стадиона — 10 300 мест. Он расположен в пригороде Катутура. Стоимость строительства составла 6,4 млн долларов (около € 5,5 млн). С 2008 года стадион, который является самым современным в Намибии, стал также оснащен искусственным газоном. 8 июня 2009 года стадион открылся после ремонта снова.

## Название
Ранее Стадион имени Сэма Нуйомы имел название «Independence Stadium» — Стадион Независимости. Однако позже, когда был создан другой, более маленький стадион с таким же названием, было решено переименовать первый в Стадион имени Сэма Нуйомы.
Стадион был назван в честь первого президента, государственного и политического деятеля Намибии, лидера Организации народов Юго-Западной Африки Сэмюэля Дэниеля Шафиишуна Нуйомы.